# Lecanodiaspis ingae
Lecanodiaspis ingae är en insektsart som beskrevs av Howell och Kosztarab 1972. Lecanodiaspis ingae ingår i släktet Lecanodiaspis och familjen Lecanodiaspididae. Inga underarter finns listade i Catalogue of Life.